# Martín Bonnet
Martín Félix Bonnet (San Nicolás de los Arroyos, 21 de julio de 1934 - Buenos Aires, 4 de mayo de 2020) fue un militar argentino que alcanzó el grado de teniente general. Se despeñó como el jefe del Estado Mayor General del Ejército (JEMGE) desde su designación el 26 de marzo de 1990 hasta su relevo el 1 de noviembre de 1991.

## Biografía
Una vez finalizados sus estudios, Martín Bonnet ingresó al Colegio Militar de la Nación el 16 de febrero del 1952, egresando el 17 de diciembre de 1954 de dicha academia con la jerarquía de subteniente, formando parte del Arma de Ingenieros del Ejército Argentino con orden de mérito 94 sobre 153 egresados. Posteriormente realizaría el Curso de Oficial de Estado Mayor en la Escuela Superior de Guerra del cual saldría graduado.

### Designación al frente del Ejército Argentino
Egresó como Oficial de Estado Mayor en 1973. Ascendió al grado de general de brigada a finales de 1987.
El 12 de marzo de 1990 el entonces jefe de la fuerza terrestre, general de división Isidro Bonifacio Cáceres fue hospitalizado de urgencia y luego de agonizar por siete días murió el 21 de marzo debido a un aneurisma de aorta. El reemplazante fue el general de división Martín Félix Bonnet, que ocupaba el cargo de subjefe del Estado Mayor General del Ejército, es decir el segundo cargo después del que ocupaba el fallecido militar. Bonnet fue promovido como titular del Ejército y ascendido a teniente general. Al igual que su predecesor, a Bonnet lo enfadaba el sector rebelde carapintada de las fuerzas armadas liderados por el coronel Mohamed Alí Seineldín y el teniente coronel Aldo Rico. El nuevo jefe del Estado Mayor del Ejército era considerado un militar profesional ya que nunca manifestó interés alguno en la política y siempre fue un fiel subordinado de Cáceres en el respeto al orden constitucional.
El mismo día que asumió como titular del Ejército Argentino, el 26 de marzo de 1990, el teniente general Martín Félix Bonnet ordenó una sanción de veinte días de arresto para Seineldín por críticas al generalato. Dicha medida fue considerada como un gesto de autoridad por parte del nuevo jefe del ejército.

#### Cuarto alzamiento carapintada
En el 3 de diciembre de 1990 se produjo un amotinamiento en una gran cantidad de unidades militares incluido el Edificio Libertador, sede del Estado Mayor General del Ejército. Los amotinados desconocían la autoridad de los generales en servicio activo y únicamente reconocían al coronel (R) Mohamed Alí Seineldín, quien se encontraba nuevamente arrestado por desconocer la autoridad de sus superiores, como jefe del Ejército. Ante esa situación el general Bonnet ordenó «Que los sublevados se rindan en calzoncillos, con las manos en la nuca y descalzos», dicha tarea fue encomendada al entonces general de brigada Martín Antonio Balza. A diferencia de los otros alzamientos carapintadas, en este el gobierno no quiso establecer ningún diálogo con los insurrectos y los reprimió sin dar cuartel. Los amotinados fueron derrotados por la acción conjunta de la Armada de la República Argentina, la Fuerza Aérea Argentina y los mandos leales al gobierno del Ejército Argentino. Este acuartelamiento fue la última asonada de los carapintadas y fue también la más sangrienta, con diecinueve muertos y más de una veintena de personas heridas. La victoria de las fuerzas leales al orden constitucional significó la desaparición de los sectores militares politizados, el restablecimiento de la disciplina dentro del Ejército Argentino y la consolidación del teniente general Martín Félix Bonnet como máxima autoridad militar en dicha fuerza. Al día siguiente Mohamed Alí Seineldín se declaró como el único y absoluto responsable de dicho alzamiento.

#### Restablecimiento de la disciplina en el Ejército
El 7 de diciembre de 1990 el presidente Carlos Saúl Menem impulsó una reforma dentro de la estructura de las fuerzas armadas en los órdenes administrativo, disciplinario y tecnológico. También felicitó a Bonnet, y el jefe militar dijo en su discurso que «los Carapintadas quedaron desintegrados tanto dentro como fuera de las Fuerzas Armadas.»
A finales de 1990 el presidente Carlos Saúl Menem indultaría a los jerarcas del Proceso de Reorganización Nacional Jorge Rafael Videla, Emilio Eduardo Massera, Orlando Ramón Agosti, Roberto Eduardo Viola, Armando Lambruschini, Ramón Juan Alberto Camps, Guillermo Suárez Mason, al exministro de Economía José Alfredo Martínez de Hoz y el exjefe de la Policía Federal Argentina Ovidio Ricchieri. Una vez liberado, Jorge Videla exigió en una carta enviada el 31 de diciembre de 1990 al jefe del Ejército Argentino que «reivindicara la actuación de las fuerzas armadas durante la “guerra sucia”». El teniente general Martín Bonnet le respondería el 2 de enero de 1991 con una carta escrita de puño y letra señalando que «El respeto se gana con hechos y a lo largo del tiempo» y le exigió que fuera más prudente en sus declaraciones.

#### Pase a retiro
El 1 de noviembre de 1991 Martín Bonnet pasó a retiro debido a las insalvables diferencias que mantuvo con el gobierno respecto a los pases, ascensos y retiros de personal del Ejército Argentino previstos para finales de 1991, también se mostró disconforme con el presupuesto para el año 1992.
El 4 de noviembre de 1991 el cargo que dejó vacante Bonnet fue ocupado por el general de división Martín Antonio Balza, quien era subjefe del Estado Mayor General del Ejército. Balza fue ascendido a teniente general y nombrado jefe del Estado Mayor General del Ejército.

#### Condecoraciones y distintivos
Durante su carrera ha recibido numerosas condecoraciones y distintivos.
En Argentina:
- «Oficial de Estado Mayor» Escuela Superior de Guerra
- «Oficial Ingeniero Militar»